# Museo de Manisa
El Museo de Manisa (en turco Manisa Müzesi) es uno de los museos de Turquía. Está ubicado en la ciudad de Manisa, situada en la provincia de su mismo nombre. Se encuentra en una antigua madrasa y un imaret adyacente. La inauguración del museo tuvo lugar en 1937.

## Colecciones
El museo contiene una colección de objetos arqueológicos y etnográficos. La sección arqueológica abarca periodos comprendidos entre la Edad del Bronce y la época del Imperio bizantino. La piezas proceden principalmente de diferentes antiguas ciudades de la región, como Magnesia del Sípilo, Tiatira, Filadelfia, Daldis, Atalea, Apolonia, Tabala, Meonia, Gördes, Clazómenas y Sardes. Los objetos incluyen estatuas, relieves, sarcófagos,  inscripciones, joyas, lámparas, frescos, mosaicos, recipientes de cerámica, y objetos de vidrio y marfil, entre otros. También se exponen fósiles de huellas de humanos que vivieron hace más de 25 000 años.  

La sección etnográfica consta de la puerta del mimbar de una mezquita, azulejos, manuscritos, armas, vestidos y otros objetos tradicionales de la zona.
|                                                     |
| Cabeza de mujer procedente de la antigua Filadelfia |

|                           |
| Representación de Marsias |

|                           |
| Sarcófago de época romana |